# Arroyo Solís Chico
El arroyo Solís Chico es un río que se ubica en la República Oriental del Uruguay, en el Departamento de Canelones. 

## Generalidades
Nace en el lado sur de la Cuchilla Grande a unos 100 m s. n. m. y recorre 47 km hacia el sur, hasta su desembocadura en el Río de la Plata. Su cuenca es de 769 km², y el lecho es variado, arenoso en algunas partes, pedregoso en otras y formado por tosca arcillosa en varios lugares como es el caso del histórico Paso de las Toscas. 

## Historia
A pesar de su nombre, por sus características es un río y no un arroyo, lo mismo ocurre con su homónimo el Arroyo Solís Grande.
Cuando Montevideo fue fundada en 1726, el Arroyo Solís Chico ya era conocido por el nombre actual, (Pedro Millán en el año 1728 lo llama “Arroyo de Solís Chiquito”) lo que ha llevado a muchos a concluir que el origen de la denominación popular de Arroyo Solís Chico, así como Arroyo Solís Grande, fue en honor al descubridor del Río de la Plata, el navegante Juan Díaz de Solís en el año 1516. En los registros históricos del Jesuita Lucas Marton, se afirma que Solís exploró por cuenta propia estas regiones en el verano de 1512, habiendo desembarcado próximo a la punta de Piedras de Afilar, hoy balneario Cuchilla Alta. Después de una extensa exploración entre los mencionados arroyos, se bautizó aquella nueva comarca como la Estancia o Campo de Solís y a los cursos de agua limítrofes con el nombre de su descubridor. 
Otra versión, niega este primer viaje furtivo del navegante, y también toda vinculación de su persona con el nombre de los arroyos. Según esta interpretación, Solís en febrero de 1516 penetra en el Río de la Plata, directamente hasta la Isla Martín García, y al desembarcar pierde la vida en un ataque efectuado por indígenas del lugar. Argumentan que la distancia entre ambos lugares es de unos 300 km y no existiría relación histórica. Apoyan la idea de que el Campo o Estancia de Solís pertenecía a un antiguo faenero de esas zonas de apellido Solís y que por lo tanto ambos arroyos llevan su nombre. Uruguay

## Cuenca

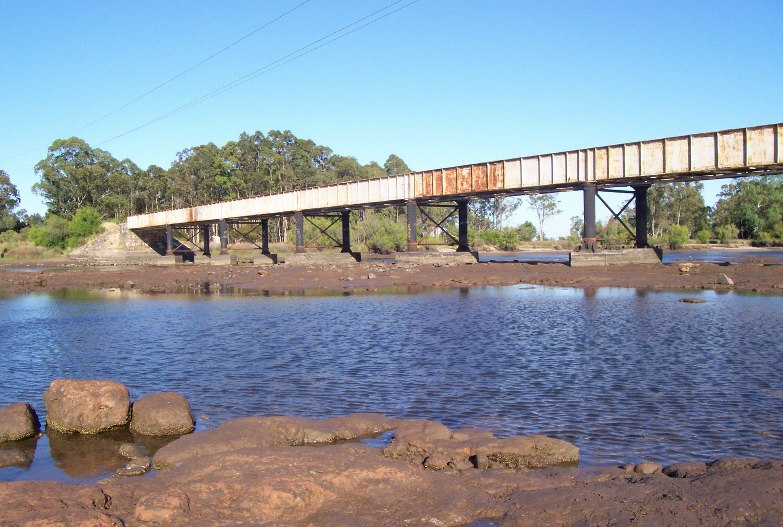
PasodelasToscas uy.jpg
Paso de las Toscas. Aº. Solís Chico, Canelones, Uruguay

El Solís Chico, se divide en dos áreas, denominadas Solís de Arriba y Solís de Abajo. La primera se halla entre la Ruta 8 y el nacimiento del arroyo, encontrándose a la margen izquierda de los cerros de Mosquitos. Es rica en vegetación y en otros tiempos existían extensos bosques a sus orillas de talas, quebrachos, canelones, mataojos, arueras, sauces y otros. 
El Solís de Abajo, pertenece en su totalidad a la Costa de Oro, desde la Ruta 8 hasta la desembocadura, comprendiendo primero una zona de bañados y campos hasta el Paso de las Toscas y luego de arenales y bosques donde actualmente se hallan los balnearios de Parque del Plata, Las Vegas y La Floresta. Esta zona contiene muchas especies de peces que penetran desde el Río de la Plata, tales como la corvina, la lisa, el pejerrey, la borriqueta, el lenguado, así como almejas y mejillones. Próximo a su desembocadura, en el margen este del arroyo, existe un cangrejal, uno de los importantes de América, de cangrejos ‘violinista’, motivo de preservación y estudios. 
A fines del siglo XIX el Solís Chico se dividió en dos cauces, uno, el original hacia el Este y otro hacia el Oeste, habiéndose formado entre ambos una isla de una hectárea y media de superficie. Se llamaba isla Nueva o de Bogorria, por pertenecer a un vasco francés así apodado, cuyo verdadero nombre es Pedro Dandrao. Con el tiempo, a causa de las dunas uno de los cauces desapareció, permaneciendo como vestigio, de la vieja isla una larga extensión de arena sobre la playa.
Entre sus afluentes cabe destacar al arroyo Mosquitos, que bordea la localidad de Soca.

## Usos y actividades
En la actualidad en la margen oeste del río se halla la ciudad balnearia de Parque del Plata, donde existe un Yatch Club y un muelle donde se realizan campeonatos de pesca y regatas, además de existir un paseo y una pequeña playita próximo a la desembocadura. En la margen que da al Este, distribuida entre los balnearios Las Vegas y La Floresta, prosperan en la actualidad varios emprendimientos turísticos, cabañas, campin y paseos ecológicos.